# TurboDOS
TurboDOS je operační systém částečně kompatibilní s CP/M pro procesory Zilog Z80 kompatibilní a Intel 8086 vyvinutý společností Software 2000 Inc.
Byl vydán kolem roku 1982 pro systémy založené na sběrnici S100, jako je např. NorthStar Horizon a řada víceprocesorových systémů Commercial Systems CSI-50, CSI-75, SCI-100 a CSI-150.
Jeho jádro je modulární, přičemž generování operačního systému je založeno na relokačním, linkovacím, zavaděcím programu "gen". 
V Československu byl TurboDOS použit pro systém TNS-DOS JZD Slušovice pro počítače TNS ST, TNS SC, TNS GC, TNS MC, a TNS HC.

## Verze
TurboDOS byl uveden v následujících verzích: 1.00-1.16, 1.20-1.22, 1.30, 1.40-1.43.  Poslední verze v každém rozsahu vždy byla "stabilní" odladěná verze.
- 1.00 (až 1.16) byly nejranějšími verzemi systému TurboDOS, vytvořenými a vydány v době, kdy MP/M nefungoval a MP/M-II neexistoval.  V důsledku toho byla použita proprietární forma zamykání souborů prostřednictvím pseudosouboru $.LOK a zamykání záznamů nebylo možné.
- 1.16
- 1.20 s datem 29.09.1982, toto byla první verze kompatibilní s MP/M, pokud jde o zamykání souborů a záznamů. Stále používala rozšířená čísla funkcí BDOS pro TurboDOS-specifické funkce a mnoho novějších CP/M a MP/M programů kvůli tomu nefunguje.
- 1.22
- 1.30 s datem 03.01.03.1983, tato verze odstranila konflikt funkcí BDOS/TurboDOS, výrazně zlepšila celkový výkon a zavedla možnost používat 16bitové podřízené systémy.
- 1.40 zavedla 16bitové master systémy, což umožnilo výrazný skok výkonu a možnost propojení s počítači IBM PC.
- 1.41 s datem 04.01.1984
- 1.42 s datem 02.01.1985 výrazně vylepšila síťové možnosti verze 1.41 a přidala několik nových funkcí.
- 1.43 s datem  07.01.1986, poslední známá verze. Opět vylepšila síťové možnosti, přidala další funkce a zvýšila počet současně otevřených souborů z několika stovek na tisíce, což umožnilo zvýšit výkon databázových programů.

## Podporovaný hardware
- Advanced Digital Corporation SUPER SIX
- ICM CPZ-4800X, CPS-16
- JZD AK Slušovice TNS ST, TNS SC, TNS GC, TNS MC, a TNS HC (formou odvozeného TNS-DOS)
- Northstar HORIZON 8/16
- Philips P3500
- Televideo TS-806